# Janzenella innupta
Janzenella innupta är en stekelart som beskrevs av Lubomir Masner och Johnson 2007. Janzenella innupta ingår i släktet Janzenella och familjen Scelionidae. Inga underarter finns listade i Catalogue of Life.